# Плауновые (семейство)
Плауно́вые (лат. Lycopodiáceae) — семейство примитивных сосудистых растений из монотипного порядка Плауновые, для которых характерны спорангии, сидящие в пазухе листа или на его верхней стороне.
Представители семейства представляют собой спорофитовые многолетние травы с придаточными корнями, вильчато ветвящимися стеблями, вечнозелёными мелкими, спирально расположенными листьями. Во всех частях растений содержатся алкалоиды.
По одной версии, из ныне существующих растений к семейству относят два рода — Плаун (Lycopodium) и монотипный Филлоглоссум (Phylloglossum). Известно и несколько вымерших видов, относящихся к плауновым.
По другой классификации, к семейству относят 17 родов: 
- Austrolycopodium Holub,
- Dendrolycopodium A.Haines,
- Diphasiastrum Holub — Дифазиаструм, или Двурядник
- Diphasium C.Presl ex Rothm.,
- Huperzia Bernh. — Баранец,
- Lycopodiastrum Holub ex R.D.Dixit,
- Lycopodiella Holub — Ликоподиелла,
- Lycopodiodes с единственным видом Lycopodiodes contiguum (Baker) Kuntze,
- Lycopodium L. typus — Плаун,
- Palhinhaea Franco & Carv.,
- Phlegmariurus (Herter) Holub,
- Plananthus P.Beauv. ex Mirb. может помещаться в род Баранец (Huperzia),
- Pseudodiphasium Holub,
- Pseudolycopodiella Holub — Ликоподиелла ложная
- Pseudolycopodium Holub,
- Spinulum A.Haines,
- Urostachys Herter.

Некоторые роды, например Баранец (Huperzia) и Phlegmariurus, иногда выделяются в отдельное семейство Баранцовые (Huperziaceae).